# Herzl
Herzl ist ein ursprünglich jiddischer männlicher Vorname, der auch als Familienname vorkommt.

## Namensträger

### Vorname
- Herzl Bodinger (* 1943), israelischer General
- Cyrus Herzl Gordon (1908–2001), US-amerikanischer Semitist und Orientalist
- Herzl Jankl Zam (1835–1915), jüdischer Kantonist im Russischen Reich
- Herzl Rosenblum (1903–1991), israelischer Journalist und Politiker

### Familienname
- Julie Herzl (Julie Naschauer; 1868–1907), Ehefrau von Theodor Herzl
- Robert Herzl (1940–2014), österreichischer Schauspieler, Regisseur und Theaterdirektor
- Robert Herzl (Weinstube), eröffnete 1934 Die Herzl Weinstube in Graz
- Theodor Herzl (1860–1904), österreichisch-jüdischer Schriftsteller, Publizist und Journalist, Namensgeber der Stadt Herzlia und des Har Herzl

### Firma
- Seit 2013 gibt es eine Brauerei namens Herzl in Jerusalem, die Herzl Beer Ltd.